# Пам'ятник Тарасові Шевченку (Сімферополь)
Пам'ятник Т. Г. Шевченку (крим. Taras Şevçenko eykeli) — пам'ятник у Сімферополі, Автономна Республіка Крим, розміщений перед аркою парку імені Шевченка.

## Історія
Пам'ятник українському поетові і художникові Т. Г. Шевченку встановлений у 1997 році біля входу у парк, на вулиці Севастопольській. Він був переданий у дарунок місту Сімферополю від міста Калуш Івано-Франківської області.
Під час загострень політичної ситуації неодноразово ставав об'єктом вандалізму.